# Erodium chevallieri
Erodium chevallieri là một loài thực vật có hoa trong họ Mỏ hạc. Loài này được Guitt. mô tả khoa học đầu tiên năm 1990.